# گاپو-دونگ
گاپو-دونگ (به لاتین: Gaepo-dong) یک منطقهٔ مسکونی در کره جنوبی است که در ناحیه گانگنام واقع شده‌است.